# Hermann Simon (Historiker)

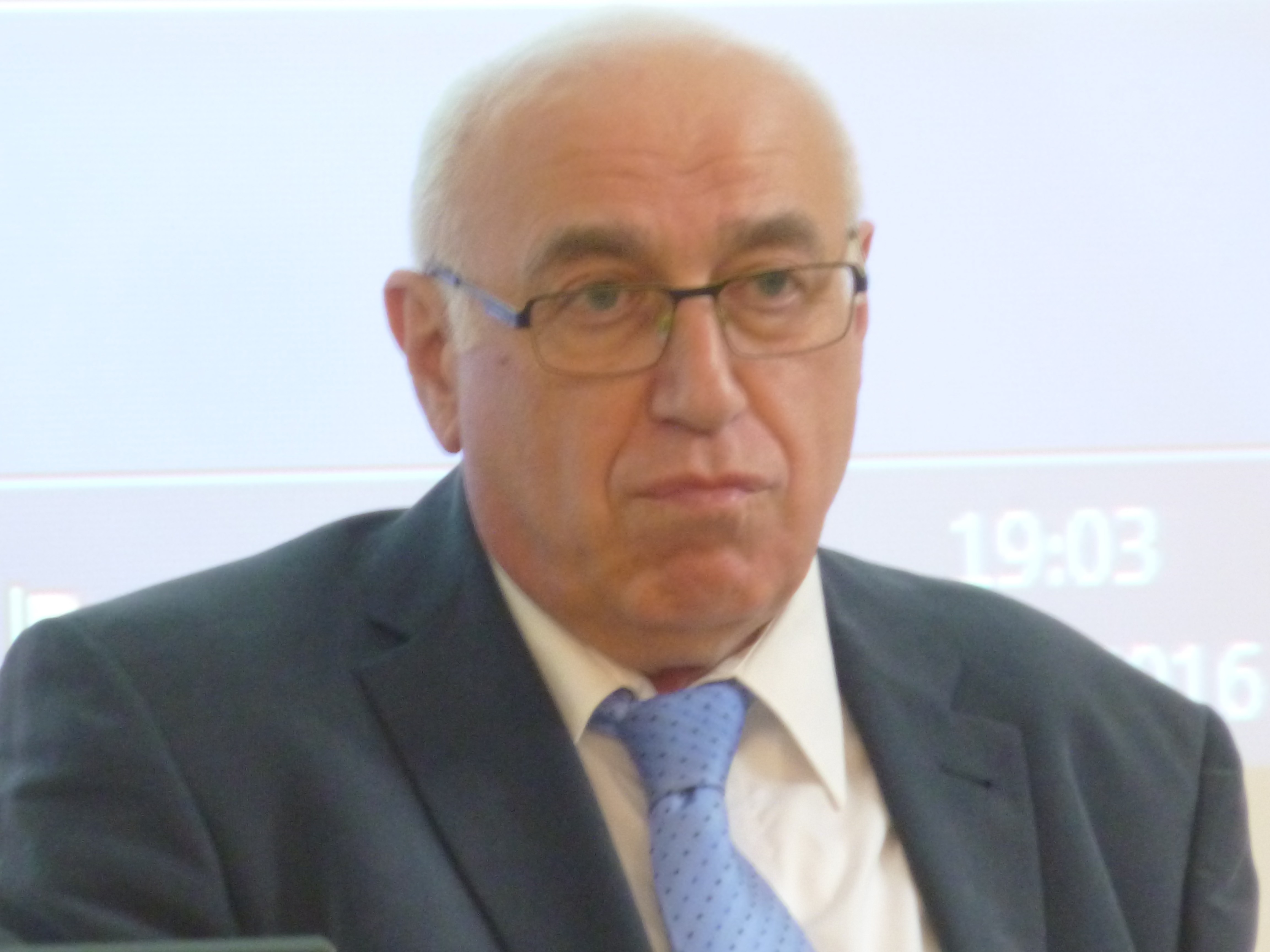
Hermann Simon (2016)

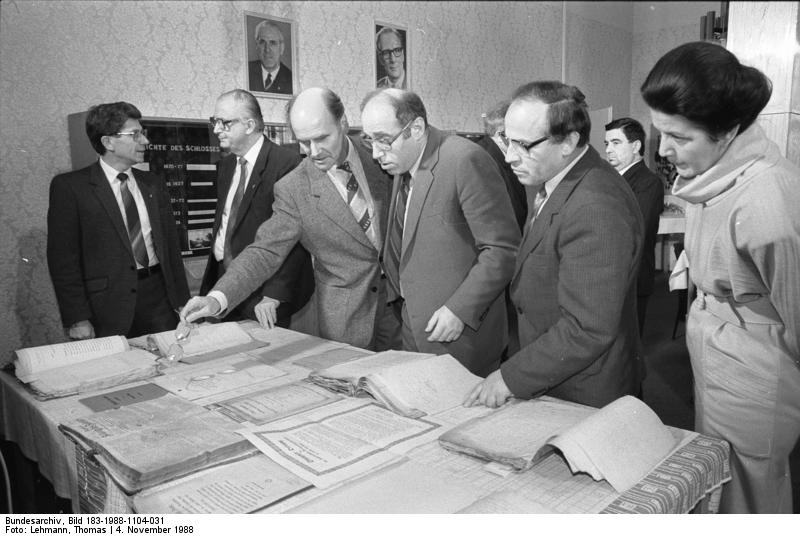
Hermann Simon (4. v. l.), 1988

Hermann Simon (* 21. April 1949 in Berlin) ist ein deutscher Historiker. Er war von 1988 bis 2015 Direktor der Stiftung „Neue Synagoge Berlin – Centrum Judaicum“.

## Leben
Als Sohn des Judaisten Heinrich Simon und der Klassischen Philologin und Philosophiehistorikerin Marie Jalowicz Simon wuchs Hermann Simon in Ostberlin auf. Seine Familie war Mitglied in der Jüdischen Gemeinde Ostberlin, die in den Nachkriegsjahren aufgrund des Holocaust bzw. der Emigration sehr klein war.
Er studierte an der Humboldt-Universität Berlin Geschichte und Orientalistik und wurde dort 1975 promoviert. Von 1975 bis 1985 arbeitete er als wissenschaftlicher Mitarbeiter und Kustos der orientalischen Münzen am Münzkabinett der Staatlichen Museen zu Berlin.
1988 war er an der ersten Ausstellung in Ostberlin über jüdisches Leben beteiligt, die im Ephraim-Palais gezeigt wurde.
Seit der Gründung der Stiftung Neue Synagoge Berlin – Centrum Judaicum im selben Jahre war er deren Direktor. In dieser Stellung musste er, ohne dessen Inoffizieller Mitarbeiter (IM) zu sein, auch mit dem Ministerium für Staatssicherheit Kontakt halten. Zum 1. September 2015 übergab er die Leitung an seine Nachfolgerin Anja Siegemund. Im Jahr 2015 erhielt Simon den Verdienstorden des Landes Berlin, im Jahr 2020 den Moses-Mendelssohn-Preis des Landes Berlin.
In der Berliner Gemeinde gilt er neben Andreas Nachama als Vertreter des „liberalen Flügels“.
Hermann Simon ist mit Deborah geborene Rix (* 1950) der Tochter von Lauretta und Karl Rix, verheiratet und lebt mit seiner Familie in Berlin. Er hat drei Kinder, ein Sohn geb. 1983 und zwei Töchter geb. 1988 und 1990.
Am 12. Januar 2018 wurde er mit dem Ehrendoktortitel des Fachbereichs Geschichts- und Kulturwissenschaften der Freien Universität Berlin ausgezeichnet. Am 28. September 2023 erhielt er das Bundesverdienstkreuz 1. Klasse.

## Schriften (Auswahl)
Hermann Simon beschäftigt sich in seinen zahlreichen Publikationen insbesondere mit Problemen der Geschichte der Juden in Deutschland. Er war u. a. Herausgeber der Reihen „Jüdische Miniaturen“, „Jüdische Memoiren“ und der Schriftenreihe des Centrum Judaicum. Außerdem veröffentlichte er einige Artikel im Bereich Numismatik und Kataloge zu Berliner Ausstellungen.
zu Themen der jüdischen Geschichte
- Die Neue Synagoge Berlin. Geschichte. Gegenwart. Zukunft, Edition Hentrich, Berlin 1991, ISBN 3-89468-014-8.
- Das Berliner Jüdische Museum in der Oranienburger Straße. Geschichte einer zerstörten Kulturstätte. Hentrich & Hentrich, Teetz 2000, ISBN 3-933471-14-1.
- mit Beate Meyer, Chana C. Schütz (Hrsg.): Juden in Berlin 1938–1945. Begleitband zur gleichnamigen Ausstellung in der Stiftung „Neue Synagoge Berlin – Centrum Judaicum“, Philo Verlagsgesellschaft, Berlin 2000, ISBN 3-8257-0168-9.
- Jüdisches Berlin. Kultur-Karte: Museen, Gedenkstätten, Synagogen, Friedhöfe, Restaurants, Cafés, Shopping, Business , Mosse Verlag der Jüdischen Allgemeine, Berlin 2001, 2003, 2009, ISBN 3-935097-09-3 / ISBN 3-935097-01-8 (Jewish Berlin, englisch).
- mit Salomon Korn, Julian Nida-Rümelin u. a.: Jüdisches Museum Berlin. Sonderpublikation zur Eröffnung. Mosse Verlag der Jüdischen Allgemeine, Berlin 2001, ISBN 3-935097-06-9.
- Moses Mendelssohn. Gesetzestreuer Jude und deutscher Aufklärer. Herausgegeben von Centrum Judaicum (= Jüdische Miniaturen Band 1). Hentrich & Hentrich, Teetz 2003, ISBN 3-933471-45-1; 2. Erweiterte Auflage Verlag Hentrich & Hentrich, Berlin 2012, ISBN 978-3-942271-58-5.
- mit Irene Stratenwerth (Hrsg.): Pioniere in Celluloid. Henschel, Berlin 2004, ISBN 3-89487-471-6.
- Die Synagoge Rykestrasse 1904–2004 (= Jüdische Miniaturen Band 17). „Neue Synagoge Berlin – Centrum Judaicum“ Berlin / Verlag Hentrich & Hentrich, Teetz 2004, ISBN 3-933471-71-0.
- mit Irene Stratenwerth, Roland Hinrichs: Lemberg. Eine Reise nach Europa. Links, Berlin 2007, ISBN 978-3-86153-459-4 (Begleitband zur Ausstellung der Stiftung „Neue Synagoge Berlin – Centrum Judaicum“: „Wo ist Lemberg?“ vom 2. September bis zum 2. Dezember 2007).
- Marie Jalowicz Simon: Untergetaucht. Eine junge Frau überlebt in Berlin 1940–1945. Bearbeitet von Irene Stratenwerth und Hermann Simon. Mit einem Nachwort von Hermann Simon. Fischer, Frankfurt am Main 2014, ISBN 978-3-10-036721-1 (die Geschichte seiner Mutter).[8]
  - als Hörbuch: Nicolette Krebitz liest: Untergetaucht. Eine junge Frau überlebt in Berlin 1940–1945, mit Originaltonaufnahmen von Marie Jalowicz Simon, bearbeitet von Irene Stratenwerth und Hermann Simon, Regie: Vera Teichmann. Lesefassung: Irene Stratenwerth, 7 CDs (8 Std. 16 Min.), Argon, Berlin 2014, ISBN 978-3-8398-1316-4.
- Gedächtnis aus den Quellen. Zur jüdischen Geschichte Berlins. Hermann Simon zu Ehren. Hrsg. von Anja Siegemund und Michael Wildt. Hentrich & Hentrich, Leipzig 2020, ISBN 978-3-95565-424-5.

zu numismatischen Themen
- Die sasanidischen Münzen des Fundes von Babylon. Ein Teil des bei Koldeweys Ausgrabungen im Jahr 1900 gefundenen Münzschatzes. In: Acta Iranica. Textes et Mémoires. Band V: Varia, 1976. Teheran 1977, S. 149–337 (Dissertation).
- Sasanidische Münzen. Staatliche Museen zu Berlin. Münzkabinett 1978.